# Глембајеви
Глембајеви је југословенски филм из 1988. године. Режирао га је Антун Врдољак према сопственом сценарију који је адаптација драме Господа Глембајеви Мирослава Крлеже.

## Радња
Једанаест година након мајчиног самоубиства сликар Леон Глембај враћа се из иностранства у породичну кућу у Загребу, где га сустижу успомене из прошлости, највише на вољену мајку, на сестру која је исто извршила самоубиство, на баруницу Кастели - другу жену његовог оца, угледног банкара Игњата Глембаја. Једина особа коју Леон стварно поштује међу члановима своје породице јест Беатрис, удовица његова брата Ивана. Беатрис је сада часна сестра и зове се Анђелика. 
Леон долази у сукоб са оцем и бароницом када сазнаје како су се Глембајеви обогатили.

## Улоге
| Глумац              | Улога                 |
| ------------------- | --------------------- |
| Мустафа Надаревић   | Леон Глембај          |
| Ена Беговић         | Баронеса Кастели      |
| Тонко Лонза         |                       |
| Павле Богдановић    | Новинар               |
| Рената Чајић        |                       |
| Стипо Чуљак         |                       |
| Ервина Драгман      | Стара Барбочзyјева    |
| Емил Глад           |                       |
| Љиљана Херцигоња    |                       |
| Фрањо Јурчец        |                       |
| Стјепан Корпар      |                       |
| Владимир Ковачић    |                       |
| Винко Краљевић      |                       |
| Винко Лисјак        |                       |
| Драган Миливојевић  | Леонов школски колега |
| Бернарда Оман       |                       |
| Ксенија Пајић       |                       |
| Томислав Петрановић |                       |
| Олга Пивец          |                       |
| Милан Плећаш        |                       |
| Жарко Поточњак      |                       |
| Недим Прохић        |                       |
| Матко Рагуж         |                       |
| Звонимир Рогоз      |                       |
| Крунослав Шарић     | Др Алтман             |
| Мирко Шегрт         |                       |
| Звонко Стрмац       |                       |
| Звонимир Зоричић    | Камердинер Франц      |

## Награде
Филм је освојио следеће награде:
- Пула 88' - Златна арена за главну мушку улогу Мустафи Надаревићу; Златна арена за епизодну женску улогу Ени Беговић (глумица је одбила награду, јер ју је сматрала главном); Златна арена за костимографију
- Херцег Нови 88' - Бронзана мимоза за режију
- Врњачка бања 88' - 3. награда за сценарио
- Ниш 88' - Гранд при Ћеле кула Мустафи Надаревићу
- Битољ 88' - Златна плакета Вјекославу Врдољаку